# 嫩鱗蓋蕨
嫩鱗蓋蕨（学名：Microlepia tenera）为碗蕨科鱗蓋蕨屬下的一个种。

## 扩展阅读
- 維基物種上的相關：嫩鱗蓋蕨